# Poecilasthena urarcha
Poecilasthena urarcha är en fjärilsart som beskrevs av Edward Meyrick 1891. Poecilasthena urarcha ingår i släktet Poecilasthena och familjen mätare. Inga underarter finns listade i Catalogue of Life.